# Виноградний Яр
Виноградний Яр — село в Україні, у Благодатненській сільській громаді Первомайського району Миколаївської області. Населення становить 225 осіб.

## Населення

### Мова
Розподіл населення за рідною мовою за даними перепису 2001 року:
| Мова       | Кількість | Відсоток |
| ---------- | --------- | -------- |
| українська | 212       | 94.22%   |
| російська  | 10        | 4.45%    |
| румунська  | 3         | 1.33%    |
| Усього     | 225       | 100%     |